# Brøndby IF
Brøndbyernes Idrætsforening, Brøndby IF ali preprosto Brøndby je danski nogometni klub iz Brøndbyja, predmestja Københavna. Ustanovljen je bil 3. decembra 1964 in trenutno igra v 1. danski nogometni ligi.
Z domačih tekmovanj drži 10 naslovov prvaka in 10 naslovov podprvaka 1. danske nogometne lige, 6 naslovov prvaka in 3 naslove podprvaka danskega pokala, 2 naslova prvaka danskega ligaškega pokala in 4 naslove prvaka danskega superpokala. V evropskih tekmovanjih pa se je šestkrat uvrstil v Ligo prvakov, kjer je najboljši rezultat dosegel v sezoni 1986/87, ko se je prebil do četrtfinala, tam pa je bil boljši portugalski Porto (0-1, 1-1). Dvanajstkrat pa se je uvrstil v Evropsko ligo, kjer je najboljši rezultat dosegel leta 1991, ko se je prebil do polfinala, tam pa je bila boljša italijanska Roma (0-0, 1-2).
Domači stadion Brøndbyja je Brøndby Stadium, ki sprejme 28.000 gledalcev. Barvi dresov sta modra in rumena. Vzdevek nogometašev je Drengene Fra Vestegnen ("Fantje z zahodnega predmestja")